# Lista de atletas brasileiros nos Jogos Olímpicos de Verão de 1972
A lista a seguir discrimina os atletas brasileiros que participaram da Munique 1972, independentemente de terem logrado êxito na busca por medalhas.
Nos Jogos Olímpicos de Verão de 1972, os Jogos de número XX, em Munique, na Alemanha Ocidental, o Brasil participou de sua décima primeira Olimpíada com 81 atletas, sendo 78 homens e 3 mulheres, em 13 esportes: atletismo, basquetebol, boxe, ciclismo, hipismo, futebol, remo, vela, tiro esportivo, natação, voleibol, polo aquático e levantamento de peso. O país conquistou 2 medalhas de bronze.
Subsedes:
Além da Cidade sede, as subsedes de Augsburgo, Ingolstadt, Ratisbona (Regensburgo), Passau e Nuremberg abrigaram as partidas do torneio de futebol; Passader e Kiel (esqui aquático); Kiel-Schilksee (vela); Schäftlarn e Grünwald (ciclismo de estrada); Augsburgo, Böblingen, Ulm e Göppingen (handebol); Augsburgo (canoagem slalom); Poing (hipismo).
Luiz Cláudio Menon se dividiu nas funções de chefe da delegação brasileira, porta-bandeira e ala da equipe de "basquete masculino", nos Jogos marcados pela tragédia que ficou conhecida como massacre de Munique.
O sensei Chiaki Ishii disputou duas categorias e no "meio-pesado" conquistou a primeira medalha Olímpica do judô brasileiro; o saltador Nélson Prudêncio se tornou bi-medalhista ao ganhar sua segunda medalha no "salto triplo". Com esse feito ele se tornou o décimo segundo brasileiro medalhista múltiplo (Vide seção "Multimedalhistas").
Outros destaques:
Na vela, o Brasil competiu em 5 classes e teve boas chances de medalhas em todas, chegando à 4.ª colocação na "classe star" com Jan Aten e Jörg Bruder e na "classe flying dutchman" com os medalhistas dos jogos anteriores, Burkhard Cordes e Reinaldo Conrad; no "futebol", a agora tricampeã mundial, nas Olimpíadas não consegue novamente passar da primeira fase, apesar de contar com nomes de peso como Pintinho, Dirceu, Abel, Osmar, Falcão, Vítor e Roberto Dinamite, entre outros. Treinada por Antoninho Fernandes a equipe termina o torneio apenas na 13.ª posição; no "basquete", Kanela encerra suas atividades dirigindo a seleção, dividindo a função com Pedroca Fuentes. No elenco as presenças de Mosquito, Adílson, Edvar, Menon, Hélio Rubens, Bira e Marquinhos, entre outros, que concluíram o torneio na 7.ª colocação; no "vôlei", Valderbi Romani treinou nomes como Bebeto de Freitas, Moreno e Russo, entre outros, que concluíram a competição no 8.° lugar; nas piscinas, os nadadores brasileiros disputaram três finais, conquistando o 6.° lugar nos "100 metros peito" com José Fiolo e o 4.° e o 5.° lugares em 2 "revezamentos", com destaque para as presenças de Fiolo, José Aranha e Rômulo Arantes nos quartetos.
Abaixo segue a relação dos esportistas brasileiros participantes da Munique 1972.

## Atletismo
Masculino
Eventos de pista e de estrada
| Atleta                | Modalidade | Eliminatória | Eliminatória | Quartas de final | Quartas de final | Semifinal   | Semifinal   | Final       | Final     | Referência(s) |
| Atleta                | Modalidade | Resultado    | Colocação    | Resultado        | Colocação        | Resultado   | Colocação   | Resultado   | Colocação | Referência(s) |
| --------------------- | ---------- | ------------ | ------------ | ---------------- | ---------------- | ----------- | ----------- | ----------- | --------- | ------------- |
| Luiz Gonzaga da Silva | 100 m      | 10.63        | 5.°          | Não avançou      | Não avançou      | Não avançou | Não avançou | Não avançou | 52.°      | [ 6 ]         |
| Luiz Gonzaga da Silva | 200 m      | 21.81        | 5.°          | Não avançou      | Não avançou      | Não avançou | Não avançou | Não avançou | 41.°      | [ 7 ]         |

Eventos de campo
| Atleta               | Modalidade         | Qualificação | Qualificação | Final       | Final     | Referência(s) |
| Atleta               | Modalidade         | Resultado    | Colocação    | Resultado   | Colocação | Referência(s) |
| -------------------- | ------------------ | ------------ | ------------ | ----------- | --------- | ------------- |
| Luiz Carlos de Souza | salto em distância | DNS          | =17.°        | Não avançou | =37.°     | [ 8 ]         |
| Nélson Prudêncio     | salto triplo       | 16.42        | 7.° Q        | 17.05       | 3.°       | [ 9 ]         |

## Basquetebol
Masculino
Primeira fase
Grupo A
| V |  | Brasil | 110–55 | Japão |  |  |  |

| V |  | Brasil | 110–84 | Egito |  |  |  |

| V |  | Brasil | 72–69 | Espanha |  |  |  |

| D |  | Estados Unidos | 61–54 | Brasil |  |  |  |

| V |  | Tchecoslováquia | 83–82 | Brasil |  |  |  |

| D |  | Austrália | 75–69 | Brasil |  |  |  |

| D |  | Cuba | 64–63 | Brasil |  |  |  |

Colocação no grupo: 3.°
Tabela - Grupo A
| Equipe          | Jogos | Vitórias | Derrotas | Pontos pró | Pontos contra | Saldo de pontos | Pontuação | Confronto direto |
| --------------- | ----- | -------- | -------- | ---------- | ------------- | --------------- | --------- | ---------------- |
| Estados Unidos  | 7     | 7        | 0        | 542        | 312           | +230            | 14        |                  |
| Cuba            | 7     | 6        | 1        | 560        | 445           | +115            | 13        |                  |
| Brasil          | 7     | 4        | 3        | 561        | 490           | +71             | 11        | 1V-0D            |
| Tchecoslováquia | 7     | 4        | 3        | 493        | 489           | +4              | 11        | 0V-1D            |
| Espanha         | 7     | 3        | 4        | 486        | 500           | -14             | 10        | 1V-0D            |
| Austrália       | 7     | 3        | 4        | 523        | 524           | -1              | 10        | 0V-1D            |
| Japão           | 7     | 1        | 6        | 442        | 643           | -201            | 8         |                  |
| Egito           | 7     | 0        | 7        | 440        | 644           | -204            | 7         |                  |

|  | Classificados para as semifinais |
|  | Disputa de 5.° a 8.°             |
|  | Disputa de 9.° a 12.°            |
|  | Disputa de 13.° a 16.°           |

Torneio de 5.° a 8.°
| D |  | Porto Rico | 87–83 | Brasil |  |  |  |

Disputa do 7.° lugar
| V |  | Brasil | 87–69 | Tchecoslováquia |  |  |  |

Colocação final: 7.°
Equipe:
Adilson de Freitas Nascimento
Carlos Mosquito
Edvar Simões
Fransérgio Garcia
Hélio Rubens
José Joy
Luiz Cláudio Menon
Marquinhos Abdalla
Radvilas Gorauskas
Ubiratan Maciel
Washington Dodi
Zé Geraldo de Castro

Referência(s): 

## Boxe
Masculino
| Atleta                       | Modalidade       | 1ª Rodada                      | 2ª Rodada                | 3ª Rodada            | Quartas de final     | Semifinal            | Final                | Colocação final | Referência(s) |
| Atleta                       | Modalidade       | Adversário Resultado           | Adversário Resultado     | Adversário Resultado | Adversário Resultado | Adversário Resultado | Adversário Resultado | Colocação final | Referência(s) |
| ---------------------------- | ---------------- | ------------------------------ | ------------------------ | -------------------- | -------------------- | -------------------- | -------------------- | --------------- | ------------- |
| Deusdete Alves Vasconcelos   | peso galo        | Bye                            | PRK Kim Jong-Ik D 1-4    | Não avançou          | Não avançou          | Não avançou          | Não avançou          | =17.°           | [ 11 ]        |
| Valdemar Paulino de Oliveira | peso meio-pesado | IND Nghivav Mehtab Singh V 5-0 | NGR Isaac Ikhouria D 0-5 | Não avançou          | Não avançou          | Não avançou          | Não avançou          | =9.°            | [ 12 ]        |

## Ciclismo
Masculino
Estrada
| Atleta              | Modalidade        | Resultado | Colocação | Referência(s) |
| ------------------- | ----------------- | --------- | --------- | ------------- |
| Miguel Silva Júnior | 200 km individual | DNF       | 80.°      | [ 13 ]        |
| Luiz Carlos Flores  | 200 km individual | DNF       | 148.°     | [ 13 ]        |

## Hipismo
Aberto
Concurso de adestramento
| Atleta                      | Cavalo | Modalidade              | Qualificação        | Final               | Colocação final | Referência(s) |
| Atleta                      | Cavalo | Modalidade              | Resultado Colocação | Resultado Colocação | Colocação final | Referência(s) |
| --------------------------- | ------ | ----------------------- | ------------------- | ------------------- | --------------- | ------------- |
| Sylvio Marcondes de Rezende | Othelo | adestramento individual | 1431.00 25.°        | Não avançou         | 25.°            | [ 14 ]        |

Concurso de saltos
| Atleta                         | Cavalo   | Modalidade        | Rodada 1              | Rodada 2              | Total                 | Referência(s) |
| Atleta                         | Cavalo   | Modalidade        | Penalidades Colocação | Penalidades Colocação | Penalidades Colocação | Referência(s) |
| ------------------------------ | -------- | ----------------- | --------------------- | --------------------- | --------------------- | ------------- |
| Antônio Eduardo Alegria Simões | Bon Soir | saltos individual | 16.00 =31.°           | DNQ                   | =31.°                 | [ 15 ]        |
| Nélson Pessoa Filho            | Nagir    | saltos individual | 21.00 39.°            | DNQ                   | 39.°                  | [ 15 ]        |

## Futebol
Masculino
Primeira fase
Grupo C
| D |  | Dinamarca | 3–2 | Brasil |  |  |  |

| E |  | Hungria | 2–2 | Brasil |  |  |  |

| D |  | Irã | 1–0 | Brasil |  |  |  |

Colocação no grupo: 4.° - Não avançou
Tabela - Grupo C
| Equipe    | Partidas | Vitórias | Empates | Derrotas | Gols pró | Gols contra | Saldo de gols | Pontos |
| --------- | -------- | -------- | ------- | -------- | -------- | ----------- | ------------- | ------ |
| Hungria   | 3        | 2        | 1       | 0        | 9        | 2           | +7            | 5      |
| Dinamarca | 3        | 2        | 0       | 1        | 7        | 4           | +3            | 4      |
| Irã       | 3        | 1        | 0       | 2        | 1        | 9           | -8            | 2      |
| Brasil    | 3        | 0        | 1       | 2        | 4        | 6           | -2            | 1      |

|  | Classificados para as semifinais |

Colocação final: =13.°
Equipe:
Abel Braga
Ângelo Paulino
Antonio Carlos Terezo
Bolívar Guedes
Carlos Alberto Pintinho
Celsinho Ferreira
Dirceu Guimarães
Fred Rodrigues
Manoel Costa
Nielsen Elias
Osmar Guarnelli
Paulo Roberto Falcão
Pedrinho Gaúcho
Roberto Dinamite
Rubens Galaxe
Vítor Braga
Wagner Chinoca
Washington Luiz
Zé Carlos Olímpico

Referência(s): https://www.olympedia.org/results/33855</ref>

## Judô
Masculino
| Atleta          | Modalidade       | Chave | Rodada 1                        | Rodada 2                            | Rodada 3             | Quartas de final                         | Semifinal de chave               | Final de chave               | Repescagem                                                            | Semifinal                             | Final                | Colocação final | Referência(s) |
| Atleta          | Modalidade       | Chave | Adversário Resultado            | Adversário Resultado                | Adversário Resultado | Adversário Resultado                     | Adversário Resultado             | Adversário Resultado         | Adversário Resultado                                                  | Adversário Resultado                  | Adversário Resultado | Colocação final | Referência(s) |
| --------------- | ---------------- | ----- | ------------------------------- | ----------------------------------- | -------------------- | ---------------------------------------- | -------------------------------- | ---------------------------- | --------------------------------------------------------------------- | ------------------------------------- | -------------------- | --------------- | ------------- |
| Lhofei Shiozawa | peso médio       | A     | Bye                             | SWE Tommy Tegelgård V De-ashi-barai | _                    | FRA Jean-Paul Coche D Yusei-gachi        | Não avançou                      | Não avançou                  | Não avançou                                                           | Não avançou                           | Não avançou          | =13.°           | [ 16 ]        |
| Chiaki Ishii    | peso meio-pesado | B     | SEN Mohamed Dione V O-soto-gari | _                                   | _                    | ROC Juang Jen-Wuh V Yoko-shiho-gatame    | YUG Pavle Bajčetić V Yusei-gachi | FRG Paul Barth D Yusei-gachi | GDR Helmut Howiller V O-uchi-gari                                     | GBR David Starbrook D Ippon uchi-mata | _                    | =3.°            | [ 17 ]        |
| Chiaki Ishii    | absoluto         | B     | _                               | Bye                                 | Bye                  | URS Vitali Kuznetsov D Yoko-shiho-gatame | _                                | _                            | AUS Barry Johnson V Waza-ari-wasete Ippon NED Wim Ruska D Harai-goshi | Não avançou                           | Não avançou          | =7.°            | [ 18 ]        |

## Remo
Masculino
| Atleta                        | Modalidade | Eliminatórias | Eliminatórias | Repescagem | Repescagem | Semifinal   | Semifinal   | Final       | Final       | Colocação final | Referência(s) |
| Atleta                        | Modalidade | Resultado     | Colocação     | Resultado  | Colocação  | Resultado   | Colocação   | Resultado   | Colocação   | Colocação final | Referência(s) |
| ----------------------------- | ---------- | ------------- | ------------- | ---------- | ---------- | ----------- | ----------- | ----------- | ----------- | --------------- | ------------- |
| Raul Bagattini Érico de Souza | dois sem   | 7:42.02       | 4.° R         | 7:42.63    | 3.°        | Não avançou | Não avançou | Não avançou | Não avançou | 16.°            | [ 19 ]        |

## Vela
Aberto
| Atleta                                                                    | Modalidade             | Regatas             | Regatas             | Regatas             | Regatas             | Regatas             | Regatas             | Regatas               | Colocação final     | Referência(s) |
| Atleta                                                                    | Modalidade             | 1                   | 2                   | 3                   | 4                   | 5                   | 6                   | 7 (regata da medalha) | Colocação final     | Referência(s) |
| Atleta                                                                    | Modalidade             | Pontuação Colocação | Pontuação Colocação | Pontuação Colocação | Pontuação Colocação | Pontuação Colocação | Pontuação Colocação | Pontuação Colocação   | Pontuação Colocação | Referência(s) |
| ------------------------------------------------------------------------- | ---------------------- | ------------------- | ------------------- | ------------------- | ------------------- | ------------------- | ------------------- | --------------------- | ------------------- | ------------- |
| Klaus Biekarck                                                            | classe finn            | 20.00 14.°          | 19.00 13.°          | 29.00 23.°          | 22.00 16.°          | 10.00 10.°          | 41.00 DNF =4.°      | 5.70 3.°              | 146.70/105.70 9.°   | [ 20 ]        |
| Jan Willem Aten Jörg Bruder                                               | classe star            | 11.70 6.°           | 16.00 10.°          | 14.00 8.°           | 10.00 5.°           | 0.00 1.°            | 3.00 2.°            | 14.00 8.°             | 68.70/52.70 4.°     | [ 21 ]        |
| Mário Buckup Peter Ficker                                                 | classe tempest         | 25.00 19.°          | 5.70 3.°            | 13.00 7.°           | 13.00 7.°           | 22.00 16.°          | 10.00 5.°           | 10.00 5.°             | 98.70/73.70 7.°     | [ 22 ]        |
| Axel Frederik Preben-Schmidt Erik Oluf Preben-Schmidt Patrick Mascarenhas | classe soling          | 10.00 5.°           | 15.00 9.°           | 8.00 4.°            | 20.00 14.°          | 11.70 6.°           | 23.00 17.°          | _ (*)                 | 87.70/64.70 6.°     | [ 23 ]        |
| Burkhard Cordes Reinaldo Conrad                                           | classe flying dutchman | 18.00 12.°          | 5.70 3.°            | 25.00 19.°          | 15.00 9.°           | 15.00 9.°           | 3.00 2.°            | 5.70 3.°              | 87.40/62.40 4.°     | [ 24 ]        |

(*) Devido os diversos adiamentos por conta de condições climáticas e a suspensão Olímpica devido ao massacre de Munique provocado pelo atentado da Organização Setembro Negro contra a delegação israelense, a classe soling foi encerrada com apenas 6 regatas.

## Tiro esportivo
Masculino
| Atleta               | Modalidade         | Resultado | Colocação | Referência(s) |
| -------------------- | ------------------ | --------- | --------- | ------------- |
| Bertino de Souza     | pistola livre 50 m | 539.00    | 36.°      | [ 25 ]        |
| Durval Guimarães     | pistola livre 50 m | 534.00    | 46.°      | [ 25 ]        |
| Marcos José Olsen    | fossa Olímpica     | 191.00    | 8.°       | [ 26 ]        |
| Marco Túlio Miraglia | fossa Olímpica     | 171.00    | 46.°      | [ 26 ]        |

## Natação
Masculino
| Atleta                                                                      | Modalidade      | Eliminatória | Eliminatória | Semifinal   | Semifinal   | Final       | Final     | Referência(s) |
| Atleta                                                                      | Modalidade      | Resultado    | Colocação    | Resultado   | Colocação   | Resultado   | Colocação | Referência(s) |
| --------------------------------------------------------------------------- | --------------- | ------------ | ------------ | ----------- | ----------- | ----------- | --------- | ------------- |
| José Roberto Aranha                                                         | 100 m livre     | 54.06        | 3.° Q        | 53.47       | 5.°         | Não avançou | 9.°       | [ 27 ]        |
| Paulo Zanetti                                                               | 100 m livre     | 54.97        | 4.°          | Não avançou | Não avançou | Não avançou | 29.°      | [ 27 ]        |
| Ruy de Oliveira                                                             | 100 m livre     | 54.26        | 1.°          | Não avançou | Não avançou | Não avançou | 17.°      | [ 27 ]        |
| Ruy de Oliveira                                                             | 200 m livre     | 2:00.48      | 4.°          | Não avançou | Não avançou | Não avançou | 27.°      | [ 28 ]        |
| Alfredo Fadola                                                              | 200 m livre     | 2:00.14      | 5.°          | Não avançou | Não avançou | Não avançou | 22.°      | [ 28 ]        |
| Alfredo Fadola                                                              | 400 m livre     | 4:18.05      | 5.°          | Não avançou | Não avançou | Não avançou | 27.°      | [ 29 ]        |
| Alfredo Fadola                                                              | 1500 m livre    | 17:20.34     | 6.°          | Não avançou | Não avançou | Não avançou | 26.°      | [ 30 ]        |
| Rômulo Arantes                                                              | 100 m costas    | 1:03.18      | 4.°          | Não avançou | Não avançou | Não avançou | 30.°      | [ 31 ]        |
| Rômulo Arantes                                                              | 200 m costas    | 2:18.15      | 6.°          | Não avançou | Não avançou | Não avançou | 28.°      | [ 32 ]        |
| José Sylvio Fiolo                                                           | 100 m peito     | 1:06.23      | 2.° Q        | 1:05.99     | 2.° Q       | 1:06.24     | 6.°       | [ 33 ]        |
| José Sylvio Fiolo                                                           | 200 m peito     | 2:30.21      | 3.°          | Não avançou | Não avançou | Não avançou | 18.°      | [ 34 ]        |
| Sérgio Waismann                                                             | 100 m borboleta | 58.37        | 3.° Q        | 58.07       | 6.°         | Não avançou | 12.°      | [ 35 ]        |
| Carlos Antônio Rochinha Azevedo                                             | 200 m medley    | 2:19.41      | 4.°          | Não avançou | Não avançou | Não avançou | 30.°      | [ 36 ]        |
| Carlos Antônio Rochinha Azevedo                                             | 400 m medley    | 4:57.27      | 6.°          | Não avançou | Não avançou | Não avançou | 26.°      | [ 37 ]        |
| José Roberto Aranha Paulo Becskehazy Paulo Zanetti Ruy de Oliveira          | 4×100 m livre   | 3:35.84      | 4.° Q        | _           | _           | 3:33.14     | 4.°       | [ 38 ]        |
| Alfredo Fadola José Roberto Aranha Paulo Zanetti Ruy de Oliveira            | 4×200 m livre   | 8:17.91      | 6.°          | Não avançou | Não avançou | Não avançou | 13.°      | [ 39 ]        |
| José Roberto Aranha José Sylvio Fiolo Rômulo Arantes Júnior Sérgio Waismann | 4×100 m medley  | 3:58.56      | 2.° Q        | _           | _           | 3:57.89     | 5.°       | [ 40 ]        |

Feminino
| Atleta                     | Modalidade      | Eliminatória | Eliminatória | Semifinal   | Semifinal   | Final       | Final     | Referência(s) |
| Atleta                     | Modalidade      | Resultado    | Colocação    | Resultado   | Colocação   | Resultado   | Colocação | Referência(s) |
| -------------------------- | --------------- | ------------ | ------------ | ----------- | ----------- | ----------- | --------- | ------------- |
| Lucy Burle                 | 100 m livre     | 1:03.12      | 6.°          | Não avançou | Não avançou | Não avançou | 37.°      | [ 41 ]        |
| Lucy Burle                 | 200 m livre     | 2:18.57      | 6.°          | Não avançou | Não avançou | Não avançou | 27.°      | [ 42 ]        |
| Christina Bassani Teixeira | 100 m peito     | 1:20.58      | 7.°          | Não avançou | Não avançou | Não avançou | 32.°      | [ 43 ]        |
| Christina Bassani Teixeira | 200 m peito     | 2:57.03      | 6.°          | DQ          | DQ          | DQ          | 40.°      | [ 44 ]        |
| Maria Isabel Guerra        | 100 m borboleta | 2:32.60      | 7.°          | Não avançou | Não avançou | Não avançou | 21.°      | [ 45 ]        |
| Maria Isabel Guerra        | 200 m medley    | 2:32.95      | 6.°          | Não avançou | Não avançou | Não avançou | 31.°      | [ 46 ]        |
| Maria Isabel Guerra        | 400 m medley    | 5:24.43      | 4.°          | Não avançou | Não avançou | Não avançou | 26.°      | [ 47 ]        |

## Voleibol
Masculino
Primeira fase
Grupo B
| V |  | Brasil | 3–2 | Alemanha Ocidental | (15-7•15-8•17-19•6-15•15-9) |  |  |

| D |  | Alemanha Oriental | 3–1 | Brasil | (15-5•7-15•16-14•15-10) |  |  |

| V |  | Brasil | 3–2 | Roménia | (18-16•11-15•15-7•11-15•15-12) |  |  |

| D |  | Japão | 3–0 | Brasil | (15-7•15-13•15-11) |  |  |

| D |  | Cuba | 3–2 | Brasil | (16-14•6-15•15-7•7-15•15-9) |  |  |

Colocação no grupo: 4.°
Tabela - Grupo B
| Equipe             | Jogos | Vitórias | Derrotas | Sets pró | Sets contra | Pontos | Saldo de sets |
| ------------------ | ----- | -------- | -------- | -------- | ----------- | ------ | ------------- |
| Japão              | 5     | 5        | 0        | 15       | 0           | 10     | +15           |
| Alemanha Oriental  | 5     | 4        | 1        | 12       | 4           | 9      | +8            |
| Roménia            | 5     | 2        | 3        | 8        | 9           | 7      | -1            |
| Brasil             | 5     | 2        | 3        | 9        | 13          | 7      | -4            |
| Cuba               | 5     | 2        | 3        | 6        | 13          | 7      | -7            |
| Alemanha Ocidental | 5     | 0        | 5        | 4        | 15          | 5      | -11           |

|  | Classificados para as semifinais |
|  | Disputa de 5.° a 8.°             |
|  | Disputa de 9.° a 12.°            |

Torneio de 5.° a 8.°
| D |  | Tchecoslováquia | 3–0 | Brasil | (15-8•15-6•15-1) |  |  |

Disputa do 7.° lugar
| D |  | Coreia do Sul | 3–0 | Brasil | (18-16•15-7•15-5) |  |  |

Colocação final: 8.°
Equipe:
Aderval Luiz Arvani
Alexandre Abeid
Antônio Carlos Moreno
Bebeto de Freitas
Celso Alexandre Kalache
Décio Cattaruzzi
João Ernesto Jens
Jorge Franco Couto Delano
José Oswaldo Negrelli da Fonseca Marcelino
Luiz Eymard Zeco Coelho
Mário Marcos Jubert Procópio
Paulo Russo Sevciuc

Referência(s): 

## Levantamento de peso
Masculino
| Atleta                  | Modalidade                          | Pressão militar | Pressão militar | Arranco   | Arranco   | Arremesso | Arremesso | Total  | Colocação final | Referência(s) |
| Atleta                  | Modalidade                          | Resultado       | Colocação       | Resultado | Colocação | Resultado | Colocação | Total  | Colocação final | Referência(s) |
| ----------------------- | ----------------------------------- | --------------- | --------------- | --------- | --------- | --------- | --------- | ------ | --------------- | ------------- |
| Luiz Gonzaga de Almeida | peso meio-pesado (até 82,50 kg)     | 140.00          | =16.°           | 120.00    | =17.°     | 165.00    | =13.°     | 425.00 | 15.°            | [ 49 ]        |
| Thamer Chaim            | peso super-pesado (acima de 110 kg) | 175.00          | 12.°            | 135.00    | 11.°      | 180.00    | =10.°     | 490.00 | 11.°            | [ 50 ]        |

## Multimedalhistas
Nesta seção listam-se os atletas brasileiros detentores de pelo menos 2 pódios Olímpicos, desde as edições pregressas, até essa edição. A ordem de classificação se segue pelos seguintes critérios:
1. Maior número de medalhas de ouro;
2. Maior número de medalhas de prata;
3. Maior número de medalhas de bronze;
4. Conquista mais antiga;
5. Esporte ou modalidade mais antiga no programa Olímpico;
6. Ordem alfabética.

| Posição | Atleta                    | Esporte        | Ouro | Prata | Bronze | Jogos          | Medalha de ouro | Medalha de prata | Medalha de bronze | Total de medalhas |
| ------- | ------------------------- | -------------- | ---- | ----- | ------ | -------------- | --------------- | ---------------- | ----------------- | ----------------- |
| 1.°     | Adhemar Ferreira da Silva | Atletismo      | 2    | 0     | 0      | Helsinque 1952 | 1               | 0                | 0                 | 2                 |
| 1.°     | Adhemar Ferreira da Silva | Atletismo      | 2    | 0     | 0      | Melbourne 1956 | 1               | 0                | 0                 | 2                 |
| 2.°     | Guilherme Paraense        | Tiro esportivo | 1    | 0     | 1      | Antuérpia 1920 | 1               | 0                | 1                 | 2                 |
| 3.°     | Afrânio da Costa          | Tiro esportivo | 0    | 1     | 1      | Antuérpia 1920 | 0               | 1                | 1                 | 2                 |
| 4.°     | Nelson Prudêncio          | Atletismo      | 0    | 1     | 1      | México 1968    | 0               | 1                | 0                 | 2                 |
| 4.°     | Nelson Prudêncio          | Atletismo      | 0    | 1     | 1      | Munique 1972   | 0               | 0                | 1                 | 2                 |
| 5.°     | Zenny Algodão             | Basquete       | 0    | 0     | 2      | Londres 1948   | 0               | 0                | 1                 | 2                 |
| 5.°     | Zenny Algodão             | Basquete       | 0    | 0     | 2      | Roma 1960      | 0               | 0                | 1                 | 2                 |
| 6.°     | Amaury Pasos              | Basquete       | 0    | 0     | 2      | Roma 1960      | 0               | 0                | 1                 | 2                 |
| 6.°     | Amaury Pasos              | Basquete       | 0    | 0     | 2      | Tóquio 1964    | 0               | 0                | 1                 | 2                 |
| 7.°     | Antonio Sucar             | Basquete       | 0    | 0     | 2      | Roma 1960      | 0               | 0                | 1                 | 2                 |
| 7.°     | Antonio Sucar             | Basquete       | 0    | 0     | 2      | Tóquio 1964    | 0               | 0                | 1                 | 2                 |
| 8.°     | Carlos Mosquito           | Basquete       | 0    | 0     | 2      | Roma 1960      | 0               | 0                | 1                 | 2                 |
| 8.°     | Carlos Mosquito           | Basquete       | 0    | 0     | 2      | Tóquio 1964    | 0               | 0                | 1                 | 2                 |
| 9.°     | Carmo Rosa Branca         | Basquete       | 0    | 0     | 2      | Roma 1960      | 0               | 0                | 1                 | 2                 |
| 9.°     | Carmo Rosa Branca         | Basquete       | 0    | 0     | 2      | Tóquio 1964    | 0               | 0                | 1                 | 2                 |
| 10.°    | Edson Bispo               | Basquete       | 0    | 0     | 2      | Roma 1960      | 0               | 0                | 1                 | 2                 |
| 10.°    | Edson Bispo               | Basquete       | 0    | 0     | 2      | Tóquio 1964    | 0               | 0                | 1                 | 2                 |
| 11.°    | Jatyr Schall              | Basquete       | 0    | 0     | 2      | Roma 1960      | 0               | 0                | 1                 | 2                 |
| 11.°    | Jatyr Schall              | Basquete       | 0    | 0     | 2      | Tóquio 1964    | 0               | 0                | 1                 | 2                 |
| 12.°    | Wlamir Marques            | Basquete       | 0    | 0     | 2      | Roma 1960      | 0               | 0                | 1                 | 2                 |
| 12.°    | Wlamir Marques            | Basquete       | 0    | 0     | 2      | Tóquio 1964    | 0               | 0                | 1                 | 2                 |

## Medalhas
| Medalha | Atleta           | Esporte   | Modalidade       | Data       |
| ------- | ---------------- | --------- | ---------------- | ---------- |
| Bronze  | Chiaki Ishii     | Judô      | peso meio-pesado | 01/09/1972 |
| Bronze  | Nélson Prudêncio | Atletismo | salto triplo     | 04/09/1972 |

| Medalhas por esporte | Medalhas por esporte | Medalhas por esporte | Medalhas por esporte | Medalhas por esporte |
| Esporte              | Medalha de ouro      | Medalha de prata     | Medalha de bronze    | Total de medalhas    |
| -------------------- | -------------------- | -------------------- | -------------------- | -------------------- |
| Judô                 | 0                    | 0                    | 1                    | 1                    |
| Atletismo            | 0                    | 0                    | 1                    | 1                    |
| Total                | 0                    | 0                    | 2                    | 2                    |